# Municipio de Middle Creek (Carolina del Norte)
El municipio de Middle Creek (en inglés: Middle Creek Township) es un municipio ubicado en el  condado de Wake en el estado estadounidense de Carolina del Norte. En el año 2010 tenía una población de 44.136 habitantes.

## Geografía
El municipio de Middle Creek se encuentra ubicado en las coordenadas 35°35′48.57″N 78°45′37.04″O / 35.5968250, -78.7602889.